# Orbiraja
Orbiraja ist eine Fischgattung aus der Familie der Echten Rochen (Rajidae). Es sind drei Arten bekannt, je eine aus dem Golf von Aden, der Nordküste des Indischen Ozeans und der Sulusee. Der Name der Gattung leitet sich vom lateinischen 'orbis' (Scheibe, Kreis) ab und verweist auf die ringartigen Augenflecken auf den Brustflossen der Orbiraja-Arten. Vor Einführung der Gattung Orbiraja im Jahr 2016 gehörten die drei Arten zur Gattung Okamejei. Orbiraja bildet zusammen mit den Gattungen Malacoraja, Neoraja und Rostroraja eine monophyletische Gruppe innerhalb der Familie der Echten Rochen, die Tribus Rostrorajini.

## Merkmale
Orbiraja-Arten werden 36 bis knapp über 50 cm lang. Ihre Kopf-Rumpf-Scheibe ist rhombisch und genau so breit oder bis zu 1,2 mal breiter als lang. Die Schnauze ist kurz bis mittellang, der Rostralknorpel ist fest. Die Augen sind klein und nur unvollständig von Dornen umgeben oder die Dornen sind weich. Direkt hinter den Augen befinden sich die Spritzlöcher. Im Oberkiefer sind die Zähne in 61 bis ca. 80 Reihen angeordnet. Der Schwanz ist kürzer als die Kopf-Rumpf-Scheibe. Die Rückenflossen sind klein. Orbiraja-Arten haben 77 bis 85 Wirbel und 80 bis 86 Radialia in den Brustflossen. Einzigartig unter den Echten Rochen sind die bei Orbiraja sehr nah zusammenstehenden Dornenreihen auf dem Schwanz. Die Poren auf der Bauchseite sind bei Orbiraja nicht schwarz umrandet. Außerdem kann Orbiraja durch die Morphologie der Klaspern von anderen Rochengattungen unterschieden werden.

## Lebensweise
Orbiraja-Arten leben auf dem Kontinentalschelf in Tiefen von 15 bis 240 Metern. Sie sind ovipar. Über ihre Lebensweise ist nichts genaueres bekannt.

## Arten
Zur Gattung Orbiraja gehören drei Arten:
- Orbiraja jensenae (Last & Lim, 2010), Typusart
- Orbiraja philipi (Lloyd, 1906)
- Orbiraja powelli (Alcock, 1898)